# Воинское кладбище № 137 (Ценжковице)
 Памятник культуры Малопольского воеводства: регистрационный номер A-467/M от  16 апреля 2009 года.
Воинское кладбище № 137 — Ценжковице (пол. Cmentarz wojenny nr 137 - Ciężkowice) — воинское кладбище, находящееся на территории приходского некрополя в городе Ценжковице, Малопольское воеводство, Польша. Кладбище входит в группу Западногалицийских воинских захоронений времён Первой мировой войны. На кладбище похоронены военнослужащие Австрийской, Германской и Российской армии, которые погибли в мае 1915 года во время Первой мировой войны. Охраняемый памятник Малопольского воеводства.

## История
Кладбище было основано Департаментом воинских захоронений К. и К. военной комендатуры в Кракове в 1915 году. Кладбище спроектировал скульптор Ян Щепковский. На кладбище площадью 468 квадратных метра находится 4 братских и 55 индивидуальных могил, в которых похоронены 78 австрийских, 4 германских и 2 российских солдат.
16 апреля 2009 года воинское кладбище было внесено в реестр памятников Малопольского воеводства (№ А — 467/М).

## Источник
- Oktawian Duda: Cmentarze I wojny światowej w Galicji Zachodniej. Warszawa: Ośrodek Ochrony Zabytkowego Krajobrazu, 1995. ISBN 83-85548-33-5.